# Hypothese von Rajlich
Die Hypothese von Rajlich ist eine physikalische Hypothese mit der Bedeutung für Geologie. Nach der Hypothese stellen makroskopische und weiße Lamellen in Quarz und anderen Mineralien aus dem Böhemischen Massiv und anderen Teilen der Welt die Wellenfronten, die durch einen Meteoriteneinschlag generiert werden, dar. Die hypothetischen Wellenfronten bestehen aus vielen Mikrokavitäten. Ihre Entstehung ist der Ultraschall-Kavitation, die von der technischen Praxis sehr bekannt ist, zugeschrieben.
Die Kavitäten werden normalerweise in Flüssigkeiten gebildet, nicht in Feststoffen. Der Meteoriteneinschlag sollte also die Fluidisierung der Mineralien verursachen und die Wellen der hohen Frequenzen sollen sie aufreißen.
Aus der technischen Praxis ist bekannt, dass eine Implosion einer Kavität, die in der Flüssigkeit zusammenbricht, mit einer lokalen Erhöhung der Temperatur um ein paar Tausend Kelvin und der Stoßwelle verbunden ist. In Quarz aus vielen Lokalitäten in dem Böhemischen Massiv kann man dann viele Systeme der weißen Lamellen, die sich überschneiden, finden. Man kann voraussetzen, dass die Struktur von Quarz im Verlauf der Fluidisierung dank mehreren Durchgängen der Wellen und der hohen Zahl der Implosionen der Kavitäten teilweise gebrochen wurde. Während der Zusammenstellung seiner Struktur sollte die vorherrschende Komposition des Druckes respektiert werden. In den Gebieten des hohen Druckes konnte dann die Bildung von Quarz mit der höheren Dichte bevorzugt werden, das ist eine Bildung der kleinen molekularen Si-O Ketten. In den Gebieten des niedrigen Druckes konnte die Situation umgekehrt sein. Der Fund einer harmonischen Signatur in der Dichte von Quarz wird für eine Möglichkeit der Verifikation der Hypothese gehalten.
Der Autor der Hypothese ist der tschechische Geologe Petr Rajlich. Die Hypothese ist mit der Hypothese des Tschechischen Kraters verbunden.